# بيتر بيتس
بيتر بيتس (بالإنجليزية: Peter Betts)‏ هو راقص على الجليد أمريكي، ولد في القرن العشرين.